# Джіміті
Джіміті (груз. ჯიმითი) — село в Грузії.
За даними перепису населення 2014 року в селі проживає 1205 осіб.